# Otavipithecus
 Otavipithecus  ist eine ausgestorbene Gattung der Primaten, die während des mittleren Miozäns im südlichen Afrika vorkam. In den Otavibergen im Nordwesten des heutigen Namibias entdeckte Fossilien, die zu dieser Gattung gestellt wurden, stammen der 1992 publizierten Erstbeschreibung von Gattung und Typusart zufolge aus Gestein, für das anhand von Leitfossilien ein Alter von 13 ± 1 Millionen Jahre bestimmt wurde. Einzige bislang beschriebene Art der Gattung ist Otavipithecus namibiensis.
Die Zuordnung der Gattung zu einer bestimmten Familie innerhalb der Überfamilie der Menschenartigen, insbesondere die vermutete Zugehörigkeit der Gattung zu den frühen Vorfahren der heute lebenden Menschenaffen, ist umstritten.

## Namensgebung
Die Bezeichnung der Gattung Otavipithecus verweist auf den Fundort am Berg Aukas in den Otavibergen, rund 20 Kilometer östlich von Grootfontein, sowie auf das griechische Wort πίθηκος (altgriechisch ausgesprochen píthēkos: „Affe“). Das Epitheton der bislang einzigen wissenschaftlich beschriebenen Art, Otavipithecus namibiensis, ist abgeleitet vom Staatsnamen Namibia. Otavipithecus namibiensis bedeutet somit sinngemäß „Otavi-Affe aus Namibia“.

## Funde

### Erstbeschreibung
Als Holotypus der Gattung und zugleich der Typusart Otavipithecus namibiensis wurde 1992 in der Erstbeschreibung das Fragment eines rechten Unterkiefers mit erhaltenen Backenzähnen vorgestellt, der in einem Block Karst-Brekzie entdeckt worden war. Dieses am 4. Juni 1991 von Martin Pickford entdeckte Fossil (Sammlungsnummer BER 1, 1'91) galt damals als der erste Beleg für den Aufenthalt von Vorfahren der Australopithecina in Afrika südlich den 20. Breitengrads. Im Kiefer erhalten geblieben sind der 4. Prämolar sowie die Molaren M1 bis M3, ferner ein Bruchstück der Krone nebst vollständiger Wurzel von Prämolar 3, ein Bruchstück der Eckzahn-Wurzel sowie sämtliche Fächer der Schneidezähne. Der Bau der Zähne unterscheidet sich laut Erstbeschreibung sowohl von den zu Proconsul als auch von den zu Micropithecus, Dendropithecus und Afropithecus gestellten Fossilien und weist am ehesten eine gewisse Nähe zu Kenyapithecus, Sivapithecus und Dryopithecus auf, jedoch wurde die Summe der Merkmale von Otavipithecus als „ziemlich atypisch“ für Funde von Menschenartigen aus dem frühen und mittleren Miozän bezeichnet.
Aus der Größe der Zähne wurde geschlossen, dass die Tiere der Art ein Lebendgewicht von rund 15 bis 20 Kilogramm hatten, vergleichbar einem heute lebenden männlichen Nasenaffen. Ein Vergleich der Abnutzung der Zahnoberflächen mit jenen eines heute lebenden Schimpansen ergab, dass das ursprüngliche Individuum vermutlich im Alter von 10 bis 12 Jahren zu Tode kam und wohl vorwiegend relativ weiche Nahrung (zum Beispiel Früchte und jungen Blätter) verzehrt hatte.
Der Unterkiefer von Otavipithecus namibiensis gilt als das am besten erhaltene Fossil aus dem Formenkreis der Menschenartigen, das im Süden von Afrika entdeckt wurde.

### Postcraniale Funde
In den folgenden Jahren wurde in Namibia einige wenige postcraniale Fossilien (aus dem Bereich unterhalb des Schädels) entdeckt, die ähnlich alt wie das Fossil BER 1, 1'91 sind und Otavipithecus namibiensis zugeschrieben wurden, darunter ein Fingerknochen und das Bruchstück einer Elle sowie ein gut erhaltener Atlas (Sammlungsnummer BA 104’91). Sollte insbesondere die Zuordnung des Atlas – des schädelnächsten Teils der Wirbelsäule – korrekt sein, würde dies wegen seiner morphologischen Ähnlichkeit mit dem Atlas heute lebender Bonobos, Gibbons und Nasenaffen nach Darstellung seiner Entdeckerin bedeuten, dass Otavipithecus namibiensis ein Baumbewohner war. Aus der Größe des Atlas wurde ferner abgeleitet, dass die Tiere – wie zuvor aufgrund der Zahngrößen vermutet – zu Lebzeiten 15 bis 20 Kilogramm gewogen haben.

## Belege
1. 1 2 3  Glenn C. Conroy, Martin Pickford, Brigitte Senut, John Van Couvering und Pierre Mein: Otavipithecus namibiensis, first Miocene hominoid from southern Africa. In: Nature. Band 356, 1992, S. 144–148, doi:10.1038/356144a0.
2. 1 2  Michelle Singleton: The phylogenetic affinities of Otavipithecus namibiensis. In: Journal of Human Evolution. Band 38, Nr. 4, 2000, S. 537–573, doi:10.1006/jhev.1999.0369.
3. 1 2 3  Glenn C. Conroy, Martin Pickford, Brigitte Senut und Pierre Mein: Diamonds in the desert: The discovery of Otavipithecus namibiensis. In: Evolutionary Anthropology. Band 2, Nr. 2, 1993, S. 46–52, doi:10.1002/evan.1360020206.
4. ↑  David R. Begun: Fossil Record of Miocene Hominoids. In: Winfried Henke und Ian Tattersal (Hrsg.): Handbook of Paleoanthropology. Springer, Berlin und Heidelberg 2015, doi:10.1007/978-3-642-39979-4_32, S. 1287.
5. ↑  G. C Conroy: Reconstructing human origins. W. W. Norton & company, New York 1997.
6. ↑  Brigitte Senut und Dominique Gommery: Postcranial skeleton of Otavipithecus, Hominoidea, from the middle Miocene of Namibia. In: Annales de Paléontologie. Band 83, Nr. 3, 1996, S. 267–284.
7. ↑  Dominique Gommery: Superior Cervical Vertebrae of a Miocene Hominoid and a Plio-Pleistocene Hominid from Southern Africa. In: Palaeontologica Africana. Band 36, 2000, S. 139–145, Volltext (PDF).

Koordinaten: 19° 30′ 58″ S, 18° 15′ 10″ O